# Вайнруб, Матвей Григорьевич
Вайнруб Матве́й Григо́рьевич (2 мая 1910, Борисов, Российская империя (ныне Минская область, Белоруссия) — 14 февраля 1998, Киев, Украина) — советский военачальник, в Великой Отечественной войне командующий бронетанковыми и механизированными войсками 8-й гвардейской армии 1-го Белорусского фронта. Герой Советского Союза (1945). Гвардии генерал-лейтенант танковых войск (1959).

## Биография
Родился 2 мая 1910 года в городе Борисов в семье рабочего. Еврей. Младший брат Героя Советского Союза Евсея Григорьевича Вайнруба.
В 1924—1929 годах работал стеклодувом на Борисовском стекольном заводе. В 1927 году окончил 2 курса рабфака.

### Служба в Красной Армии до Великой Отечественной войны
В Красной Армии с января 1929 года, доброволец. В 1931 году окончил Объединённую Белорусскую военную школу имени ВЦИК. В 1931 году вступил в ВКП(б). С января 1932 года служил во 2-й стрелковой дивизии Белорусского военного округа командиром стрелкового взвода. С апреля по октябрь 1932 года учился на Орловских бронетанковых курсах, после чего вернулся во 2-ю стрелковую дивизию на должность командира танкового взвода. С июля 1933 года — командир взвода 192-го стрелкового полка 64-й стрелковой дивизии. С марта 1934 года служил в 8-й стрелковой дивизии: командир танкового взвода, с февраля 1935 — командир роты разведывательного батальона, с апреля 1937 — помощник командира разведывательного батальона по технической части. В апреле 1938 года был направлен учиться в академию.
В мае 1941 года окончил Военную академию РККА имени М. В. Фрунзе и распределён в войска начальником разведывательного отдела 56-й танковой дивизии 26-го механизированного корпуса Северо-Кавказского военного округа. В этой дивизии он встретил войну.

### Великая Отечественная война
Участник Великой Отечественной войны с начала июля 1941 года, когда корпус прибыл в действующую армию. В первый год войны сражался на Западном и Резервном фронтах. В июле 1941 года — начальник разведотделения 102-й танковой дивизии, а вскоре назначен командиром 204-го танкового полка. В октябре 1941 года был ранен. Направлен в госпиталь на лечение.
С января 1942 года — старший преподаватель тактики 3-го Саратовского танкового училища, с марта 1942 — помощник начальника учебного отдела этого училища. В июне 1942 года назначен заместителем начальника отдела по боевому использованию танков 7-й резервной армии. С октября 1942 года — вновь на фронте, будучи назначен заместителем начальника автобронетанкового отдела 62-й армии (вскоре должность переименована в заместителя командующего 62-й армией по танковым войскам). С 3 февраля 1943 года — командующий бронетанковыми и механизированными войсками 62-й армии, а после присвоения армии гвардейского звания — командующий бронетанковыми и механизированными войсками 8-й гвардейской армии. На этом посту прошёл всю дальнейшую войну в составе войск Сталинградского, Юго-Западного, 3-го Украинского и 1-го Белорусского фронтов. В качестве командующего бронетанковыми силами 62-й армии и заместителя командарма В. И. Чуйкова Матвей Григорьевич Вайнруб ярко проявил себя в обороне Сталинграда. В ходе Сталинградской битвы подразделения под его командованием не допустили противника до Центральной железнодорожной станции, а затем остановили наступление германских войск на этом участке фронта. Лично руководил атакой на «Дом специалистов».
Командуя бронетанковыми и механизированными войсками 8-й гвардейской армии, участвовал в Изюм-Барвенковской, Донбасской, Запорожской, Днепропетровской, Березнеговато-Снигирёвской, Одесской, Белорусской, Висло-Одерской, Восточно-Померанской и Берлинской наступательной операции.
Особенно отличился во время Висло-Одерской наступательной операции, в которой руководил боевыми действиями подвижной танковой группы по прорыву обороны противника на левом берегу реки Вислы в районе польского города Магнушев, был ранен.

 « Сообщение о ранении генерала Вайнруба  нас очень огорчило. Мы все высоко ценили храбрость, честность и человечность Матвея Григорьевича. Третье ранение за войну. Два последние особенно опасные и тяжелые -   в голову и в грудь.  Когда ранят боевого товарища, всегда грустно. Когда ранят человека, прошедшего боевой путь  из западных областей Белоруссии до Волги, выдержавшего испытания Сталинграда, а затем прошедшего  вместе с тобой от Волги через всю Украину и Польшу, особенно тяжело. К счастью, вскоре сообщили, что Матвей Григорьевич будет жить…..   ». 
— Маршал Советского Союза В.И. Чуйков.  Конец третьего рейха.  -  М.: Издательство « Советская Россия», 1973 – С.119.
Указом Президиума Верховного Совета СССР от 6 апреля 1945 года «за умелое командование вверенными войсками и проявленные мужество и героизм в боях с немецко-фашистскими захватчиками» гвардии генерал-майору танковых войск Вайнрубу Матвею Григорьевичу присвоено звание Героя Советского Союза с вручением ордена Ленина и медали «Золотая Звезда» (№ 5175).

### После войны
После войны продолжал службу в Советской Армии. Ещё год служил в 8-й гвардейской армии на той же должности. С мая 1946 года — командир 11-й танковой дивизии в Группе советских оккупационных войск в Германии, с апреля 1947 по декабрь 1949 года — командир 20-й танковой дивизии Северной группы войск (в Польше). Затем направлен а академию.
В декабре 1951 года окончил Высшую военную академию имени К. Е. Ворошилова. С января 1952 года — командующий бронетанковыми и механизированными войсками Западно-Сибирского военного округа, с января 1954 — помощник командующего войсками округа — начальник отдела танкового вооружения Западно-Сибирского военного округа. С мая 1955 года — командир 14-й гвардейской тяжёлой танковой дивизии Киевского военного округа. С ноября 1956 — помощник командующего войсками округа — начальник отдела танкового вооружения Киевского военного округа. С марта 1960 по сентябрь 1970 — заместитель командующего по боевой подготовке — начальник управления боевой подготовки штаба Киевского военного округа.
С ноября 1970 года генерал-лейтенант танковых войск Матвей Григорьевич Вайнруб в запасе. Жил в Киеве. Работал старшим научным сотрудником Украинского Научно-исследовательского института технической информации.
Скончался 14 февраля 1998 года. Похоронен в Киеве на Совском кладбище Киева.

## Воинские звания
- старший лейтенант (29.01.1936);
- капитан (17.04.1938);
- майор (1.09.1942);
- подполковник (20.10.1942);
- полковник (9.09.1943);

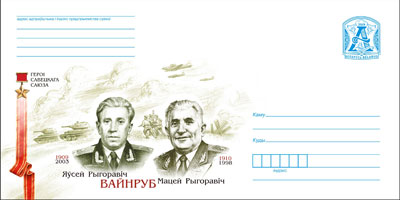
Герои Советского Союза Евсей Григорьевич (1909—2003) и Матвей Григорьевич (1910—1998) Вайнрубы.

- генерал-майор танковых войск (19.03.1944);
- генерал-лейтенант танковых войск (25.05.1959).

## Награды и звания
- Герой Советского Союза (6 апреля 1945)
- два ордена Ленина (6 апреля 1945, 5 ноября 1955),
- три ордена Красного Знамени (8 февраля 1943, 17 сентября 1943, 20 июня 1949),
- Орден Богдана Хмельницкого I степени (31 мая 1945),
- Орден Суворова II степени (19 марта 1944),
- Орден Кутузова II степени (23 августа 1944),
- Орден Отечественной войны I степени (11 марта 1985),
- два ордена Красной Звезды (15 августа 1936, 3 ноября 1944),
- медали СССР, в том числе:
  - Медаль «За оборону Сталинграда»,
  - Медаль «За победу над Германией в Великой Отечественной войне 1941—1945 гг.»
- знак «50 лет пребывания в КПСС»
  - Иностранные ордена и медали.

Почётные звания
- Почётный гражданин Волгограда (15 января 1993 года)
- Почётный гражданин города Борисов (Белоруссия)

## Сочинения
- Эти стальные парни. Повесть о пережитом. — Киев: Молодь, 1972.
- Однополчане. — Киев, 1982.
- Фронтовые судьбы. — Киев, 1985.

## Память
- Памятник на Совском кладбище в городе-герое Киеве.

- 5 мая 2013 года в городе Ашдоде (Израиль) открыт памятник двум родным братьям — танкистам, евреям, Героям Советского Союза Матвею Григорьевичу и Евсею Григорьевичу Вайнрубам[3].
- В 2021 году именем Героя была названа улица в Волгограде[4].
- В 2010 году Почтой Украины выпущен художественный конверт, посвящённый Герою Советского Союза Матвею Вайнрубу.
- Улица Братьев Вайнрубов в гор. Борисове, Беларусь.